# Champ de Mars (Nantes)
Pour les articles homonymes, voir Champ de Mars (homonymie).
Champ de Mars est un micro-quartier de la ville de Nantes, en France, compris dans le quartier Centre-ville.

## Généralités
À des fins statistiques, l'INSEE subdivise les communes de plus de 10 000 habitants en IRIS, constituant des « micro quartiers », composés d'un ensemble d'îlots contigus et homogènes, regroupant 2 000 habitants ou plus. Dans le cas de Nantes, les 11 quartiers sont ainsi subdivisés en 97 micro-quartiers,. Champ de Mars est l'un de ces micro-quartiers ; il fait partie du quartier Centre-ville.
Champ de Mars est limitrophe des micro-quartiers Madeleine à l'ouest, Île Beaulieu au sud, Vieux-Malakoff à l'est et Decré-Cathédrale au nord. Il est délimité à l'est par le canal Saint-Félix et au sud par la Loire. Au nord, il est brièvement délimité par le quai Malakoff. À l'ouest, sa limite est marquée en quasi-totalité par la rue Fouré.
Le quartier tire son nom de l'ancien Champ de Mars, qui s'étendait de part et d'autre des actuelles avenues Carnot et Jean-Claude-Bonduelle sur la partie orientale de l'ancienne île Gloriette.

## Transports
Le quartier Champ de Mars est traversé par la ligne 4 du busway (arrêt Cité des Congrès).
Le pont de la Rotonde s'étend en partie sur le nord du quartier. Le canal Saint-Félix est traversé à l'est par le pont de Tbilissi. La Loire (bras de la Madeleine), au sud, est enjambée par le pont Aristide-Briand.

## Édifices
Parmi les édifices érigés dans le quartier Champ de Mars :
- le Lieu unique ;
- la cité des congrès ;
- le siège de Nantes Métropole.